# Jeroni Albertí i Picornell
Jeroni Albertí i Picornell   (Banyalbufar, 26 d'octubre de 1927 - Palma, 22 de febrer de 2024) fou un polític mallorquí.

## Biografia
Va estudiar batxillerat a l'Institut Ramon Llull i la carrera de comerç a l'escola professional de Palma, on es va graduar com a professor mercantil. De 1954 a 1963 va treballar a Veneçuela. Quan va tornar fou director general del Grup d'Hotels del Mediterrani i va ser president de l'Associació d'Industrials de Mallorca (ASIMA) entre 1971 i 1983, durant aquest període destaca la fundació de l'IBEDE, Institut Balear de Direcció empresarial inaugurat el 1971, va ser un institut de formació permanent de l'empresariat balear que es va transformar en un centre de discussió política i bressol de part de la classe política balear.
A les eleccions generals espanyoles de 1977 i 1979 fou elegit senador per Mallorca com a independent dins les files de la UCD. De 1977 a 1979 fou Vicepresident Segon de la Comissió d'Indústria, Comerç i Turisme del Senat d'Espanya. Alhora, com els altres diputats i senadors balears, va formar part de l'Assemblea de Parlamentaris de les Illes Balears, que presidí el juliol de 1977, per tal impulsar la redacció de l'Estatut d'Autonomia de les Illes Balears de 1983. Del 1978 al 1982, fou president del Consell General Interinsular, l'òrgan pre-autonòmic que després es convertiria en el Govern Balear, càrrec que exercí fins al 1982, en què presentà la dimissió, juntament amb el de president del Consell Insular de Mallorca.
Després d'estar a les files de la UCD, fou un dels fundadors del partit Unió Mallorquina l'octubre de 1982. En fou el president fins al 1988, en què el rellevà Maria Antònia Munar. Des de 1993 és president fundador d'aquest partit.
Fou elegit diputat a les eleccions al Parlament de les Illes Balears de 1983 per UM. Després de les eleccions el seu partit governaria en coalició amb Alianza Popular i donaria suport la presidència de Gabriel Cañellas arran d'un pacte signat a Madrid entre Albertí i Cañellas al despatx de la Fundación Juan March. Per a les eleccions generals espanyoles de 1986 va donar suport el Partit Reformista Democràtic impulsat per Miquel Roca i Junyent i en fou cap de llista per les Illes Balears al Congrés dels Diputats, però no fou escollit. Després de les eleccions al Parlament de les Illes Balears de 1987 fou nomenat president del Parlament de les Illes Balears, càrrec que va ocupar fins al 1991, any en què abandonà Unió Mallorquina. Tot i això, fou novament candidat per aquest partit a les eleccions generals espanyoles de 1993 i a les eleccions a batle de Palma de 1995, però en cap de les dues fou escollit.
El 1988 li fou atorgada la Medalla al Mèrit Constitucional i declarat fill il·lustre del municipi de Banyalbufar.